# مخلمه
مخلمه غذای عراقی است که از تخم‌مرغ، گوشت چرخ‌کرده و گوجه فرنگی تشکیل شده است و تا حدودی مشابه به املت است. برای پخت آن نخست پیازهای خردشده با حرارت ملایم در ماهی‌تابه سرخ می‌شود تا پخته شود. سپس گوشت چرخ‌کرده به پیاز سرخ‌شده افزوده می‌شود تا پخته شود. پس از آن گوجه‌فرنگی و تخم‌مرغ نیز افزوده می‌شود و هم زده می‌شود تا تخم‌مرغ‌ها با همه مواد مخلوط شوند. در پایان آن را روی حرارت نگه می‌دارند تا همه طعم‌ها و مزه‌ها در هم آمیخته شود.
مخلمه را معمولاً با نان یا به‌طور مشخص با نان پیتا برای صبحانه یا شام می‌خورند. خانواده‌های مختلف آن را به شکل‌های مختلفی تهیه می‌کنند. برخی به آن تخم‌مرغ نمی‌افزایند و در برخی مناطق عراق به آن «حمیسه» می‌گویند. برخی نیز گوجه فرنگی نمی‌افزایند. مخلمه ممکن است حاوی گوشت نباشد، اما معمولاً در آن تخم‌مرغ و گوجه فرنگی وجود دارد یا می‌توان گوشت را با سیب‌زمینی جایگزین کرد. مخلمه ممکن است حاوی مواد دیگری باشد تا طعم بهتری به آن دهد.

## مواد اصلی مخلمه
مخلمه را با مواد مختلفی درست می‌کنند و گاهی نیز دستور پخت‌های خانوادگی برخی مواد را به آن نمی‌افزایند. ولی معمولا مخلمه حتما تخم‌مرغ، گوشت چرخ‌کرده و گوجه فرنگی را دارد. مواد اصلی مخلمه اینها هستند:
1. تخم مرغ
2. گوشت چرخ‌کرده
3. گوجه فرنگی
4. روغن زیتون
5. پیاز

طعم‌دهنده‌ها یا سبزیجات نیز ممکن است به آن افزوده شود. مانند:
1. فلفل
2. جعفری
3. سیب زمینی

## جستارهای همانند
- شاکشوکا